# 韓国併合
韓国併合（かんこくへいごう、朝: 한일병합（韓日倂合） ／ 경술국치（庚戌國恥） ／ 국권피탈（國權被奪）、中: 日韓合併、英: Japanese annexation of Korea、露: Присоединении Кореи к Японии）とは、ポーツマス条約の調印後、1910年（明治43年）8月29日に「韓国併合ニ関スル条約」に基づき、大日本帝国が大韓帝国を併合して統治下に置いた出来事を指す。朝鮮併合、日韓併合、日韓合邦とも表記される。
日本による朝鮮半島の統治は大日本帝国がポツダム宣言による無条件降伏後も行われ、実質的には1945年（昭和20年）9月9日に朝鮮総督府が連合国軍への降伏文書に調印するまでの約35年間、韓国併合は続いた。1965年（昭和40年）、日本国と大韓民国との間の基本関係に関する条約にて韓国併合ニ関スル条約が失効した。

## 概要
1910年（明治43年）8月22日に、韓国併合条約が漢城（現在のソウル特別市）で寺内正毅統監と李完用首相により調印され、同月29日に裁可公布により発効された。大日本帝国は大韓帝国を併合し、大韓帝国側の全借財を肩代わりしつつ、その領土であった朝鮮半島を領有した。
1945年（昭和20年）8月15日、日本は第二次世界大戦（太平洋戦争／大東亜戦争）における連合国に対する敗戦に伴って実効支配を喪失し、同年9月2日にポツダム宣言の条項を誠実に履行することを約束した降伏文書調印によって、日本による朝鮮半島の領有は終了したが、大日本帝国がポツダム宣言による無条件降伏後も続いており、正式には9月9日に朝鮮総督府が連合国軍への降伏文書に調印するまで続いていた。
条約上の領有権の放棄は、1952年（昭和27年）4月28日のサンフランシスコ平和条約発効によるが、1945年9月9日に朝鮮総督府が連合国軍の一部として朝鮮半島南部の占領にあたったアメリカ軍への降伏文書に署名し、領土の占有を解除した。代わりとして在朝鮮アメリカ陸軍司令部軍政庁（アメリカ軍政庁）が、朝鮮半島の統治を開始した。
その後、朝鮮半島は北緯38度線を境に南部はアメリカ軍、北部はソビエト連邦軍という2つの連合国軍を中心にした分離統治が続き、1948年（昭和23年）8月15日には、李承晩がアメリカ軍政庁からの独立を宣言して南部に大韓民国第一共和国が建国された。同年9月9日には、北部にソビエト連邦の後押しを受けた金日成を指導者とする朝鮮民主主義人民共和国が建国された。
なお「韓国併合」や「日韓併合」という言葉は、条約締結という出来事だけではなく、日本が朝鮮半島を統治し続けた継続的事実そのものを指すこともある。

### 冊封体制下の秩序と開国
当時の朝鮮半島を治めていた李氏朝鮮は、清朝中国を中心とした冊封体制を堅持していており、1869年に日本の明治政府が王政復古を朝鮮に通告したときも、中国の皇帝が朝鮮に下す「皇上」や「奉勅」などの言葉が用いられていることを理由に受け取りを拒否した。1876年の江華島事件を経て日朝修好条規が日朝間で締結されて国交は結ばれたが、日本は条約締結の際に朝鮮を清朝の冊封体制から離脱させるために「朝鮮国は自主の邦にして日本国と平等の権を保有せり」と記載させ、朝鮮を「属邦」とする清国と対立する下地が生まれた。その後、李氏朝鮮は米国との条約提携を清朝に依頼し、天津で交渉にあたった李鴻章は「朝鮮は中国の属邦であるが、内政外交は自主である」という条文を盛り込むことを試みたが、アメリカ側が属国（属邦）と条約は結べないとして反対したため断念した。しかしながら、李氏朝鮮の高宗は「朝鮮は中国の属邦であるが、内政外交は自主である」とする照会を米国だけではなく、ドイツ・イギリスとの条約締結の交渉の際にも行った。1882年10月4日に朝鮮は清国と中朝商民水陸貿易章程を締結し、清国の藩部であることを明言した。

### 開国後から日清戦争まで
開国後の李氏朝鮮では、衛正斥邪（欧米諸国を夷狄視して排斥し、鎖国を維持する）を是とする高宗の実父興宣大院君、朝鮮修信使として日本を訪問し、明治維新に感化された青年官僚（金玉均、洪英植、朴泳孝ら）たちの開化派、清国への臣属を主張する高宗の妃閔妃を擁する閔氏一族（閔泳翊ら）の事大党による政争が続いていた。

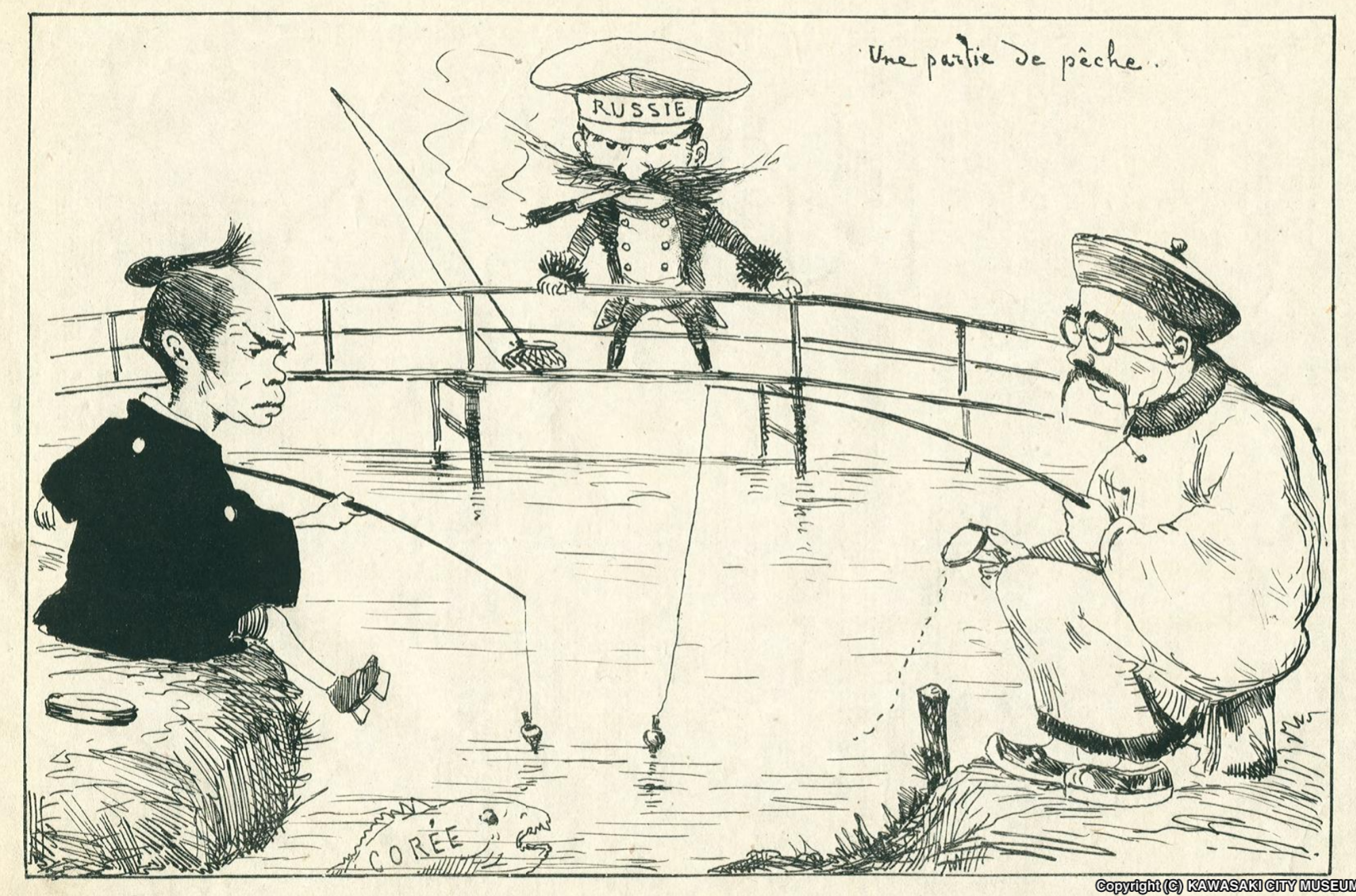
ジョルジュ・ビゴーの風刺画「魚釣り遊び」(Une partie de pêche) 『トバエ』1号 (1887.2.15)
魚（朝鮮）を釣り上げようとする日本と中国（清）、横どりをたくらむロシア。

1881年、衛正斥邪派は興宣大院君の庶長子李載先を擁して高宗を廃して閔氏一族の追放を企むが失敗し、李載先を含む30名が処刑された。翌年、興宣大院君は政権奪取を目論みクーデターを起こすが、金允植、魚允中の要請を受けて清国から派遣された丁汝昌と馬建忠によって鎮圧された。大院君は中国の天津に幽閉され、大院君派の官吏・儒学者は凌遅刑に処されて壊滅した（壬午軍乱）。10月、清国は朝鮮と中朝商民水陸貿易章程を結び朝鮮の属国化を進めると、馬建常とメレンドルフを政治顧問として朝鮮政府に送り込んだ。1884年に開化派によるクーデターが起こったが、清国の軍事介入により鎮圧されて開化派も失脚した（甲申政変）。これらの政変により、清国は朝鮮への影響力を強め、閔氏一族の後見となって政権を掌握させた。清国は日本と天津条約を結び、朝鮮に出兵をする際は双国とも事前通告することを約定して、朝鮮半島から撤兵した。
1885年、高宗が秘密裏にロシア帝国に支援を要請していることが露見する（露朝密約事件）と、清国は影響力を維持するため大院君を朝鮮に帰国させる。帰国した大院君は高宗を廃して嫡孫の永宣君を王位に擁立して自らは摂政に収まることを画策し、全琫準を通じて東学党との関係を深めていった。1894年6月、東学党が蜂起して全羅道を占領して閔妃政権の退陣を求める（甲午農民戦争）と、閔氏政権は自力での反乱鎮圧を諦めて清国に救援を依頼する。李鴻章は2,000名規模の陸軍を派兵したが、日本も天津条約の取り決めに従って邦人保護のために8,000名規模の混成旅団を派兵した。
反乱の鎮圧後、朝鮮は両国に対して撤兵を要求するが双方から拒否された。日本は朝鮮に独立国かの再確認を行い、朝鮮側から「自主国である」との回答が受けたことから、自主国である朝鮮に清国軍が駐留することは清国が朝鮮を属国として扱おうとする不当な動きとして批判し、日清間の緊張は高まった。また、日本は朝鮮政府に内政改革案を提示したが、閔妃一族は改革案よりも撤兵を求め、朝鮮王朝による自主的な改革を実施すると返答しため、閔氏一族との対立も深まり、日本政府は興宣大院君を擁した新政府の樹立を目論むようになる。
1894年7月23日、大鳥圭介駐朝鮮公使は大島義昌陸軍少将に師団を率いて漢城に入ることを指示。大鳥も護衛兵を率いて朝鮮王宮の景福宮へ向かった。景福宮に到着すると朝鮮軍からの発砲を受けたが、日本軍の反撃を受けると朝鮮兵は相次いで逃走し、朝鮮軍は1時間ほどで霧散した。

大鳥公使が本国に送った報告は次の通りである。
電信訳文　廿七年七月廿三日午前八時十分発午後三時七分着
東京 陸奥大臣　京城 大鳥公使

朝鮮政府は本使の電信に述べたる第二の要求に対し甚だ不満足なる回答を為せしを以て不得已（やむをえず）王宮を囲むの断然たる處置を執るに至り本使は七月廿三日早朝に此手段を施し朝鮮兵は日本兵に向て発砲し双方互に砲撃せり
また、歩兵第32連隊第1大隊長名で1903年作成された「韓国京城駐剳隊歴史」には、この戦闘の様子が詳しく書かれている。
我兵は王城内に入らんとす。分ちて二隊と為し橋本少佐一隊を率ひて正門なる光化門に当り森少佐は後門なる彰化門に向ひたり。而して正門の一隊は先づ門前に構へたる親軍壮衛営に駐屯せし韓兵を吶喊の声の下に逐ひ散らし勢に乗じて門壁を摩し銃床を乱敲しつゝ連りに吶喊すれば後門の一隊も之に応じて鯨波を作り或は空砲を発して犇き渡れり。
戦闘終了後、朝鮮王朝の臣下は多くが逃走し、国王の高宗は身を潜めていたところを日本軍に保護された。高宗は大島に「（国王である自分は）日本の改革案に賛同していたが、袁世凱の意向を受けた閔氏一族によって阻まれていた」と釈明し、改革を実現するために興宣大院君に国政と改革の全権を委任するという提案に同意した。同日のうちに大院君は景福宮に入って復権を果たしたが、老齢の興宣大院君は時勢に疎く政務の渋滞が見られたため、杉村濬京城公使館書記官が新政権の首相たる領議政の役職に金弘集を推挙すると、大院君はこれに従った。朝鮮政府は日本政府に対して牙山に駐屯する清軍を撤退させるように要請したが、朝鮮王朝は清国の報復に怯えて清国との絶縁などの日本の要請を拒み続けており、大鳥圭介の強硬な態度に屈して日本の要請に応じたが、その内容は大鳥を落胆させるものであった。しかしながら、清軍を朝鮮から退去させるために日本軍が攻撃する名分を得ることができたため、日本は戦争の開戦準備を始める。
1894年7月25日、朝鮮の豊島沖で日清間の武力衝突（豊島沖海戦）を契機に日清戦争が勃発し、勝利した日本は清国と下関条約を締結し、朝鮮が自主独立国であることを認めさせ、朝鮮半島における清国の影響を排することに成功した。

### 高宗の親露政策と大韓帝国の成立
日清戦争直後の朝鮮半島は、清国と結んでいた閔氏一族が失脚し、復権した開化派は金弘集を総理大臣として朝鮮史上最初の憲法である「洪範14条」を制定して甲午改革が推進したが、フランス、ドイツ帝国、ロシア帝国による下関条約に関する干渉に日本が屈すると、ロシア帝国と結んだ高宗の妃閔妃の影響力が強まり、金弘集内閣の兪吉濬や金嘉鎭などが相次いで追放された。失脚していた大院君は開化派の禹範善を介して日本と結んでクーデター（乙未事変）を起こして閔妃を殺害して復権を果たすが、残された事大党（李範晋ら）は妻を殺害された高宗を味方につけて、1895年にクーデター（春生門事件）に失敗するも、1896年にロシア軍の支援を受けて高宗をロシア公使館に移して実権を握り、高宗により金弘集らの開化派の閣僚は処刑され、親露派内閣による執政が行われた（露館播遷）。ロシアの威光を背景に皇帝の専制を推進する高宗に対抗して、開化派は独立協会を設立して、朝鮮が清の冊封国として設けた慕華館、迎恩門を独立館、独立門と改め、開化思想と自主独立の啓蒙に努めた。
朝鮮半島を巡って悪化した日露関係を改善するため、小村寿太郎駐朝鮮国公使とウェーバー駐朝鮮国ロシア公使との間に協定が結ばれ、高宗は1897年（明治30年）2月にロシア公使館から慶雲宮に帰還した。1897年（明治 30年）10月12日、高宗は自ら皇帝に即位して国号を「大韓」と改めた。高宗はロシアの力を借りて専制君主国家の成立に取り組み、ロシア公使アレクセイ・ニコラビッチ・シュペイエル（en:Alexey Shpeyer）の要請を受け、度支部（財務省）の顧問を英国人ジョン・マクレヴィ・ブラウンからロシア人キリル・アレキセーフ（Kiril A. Alexeev）へと交代させ（度支顧問事件）、1898年2月には露韓銀行を設立させた。また、1898年1月には対馬と近い釜山の絶影島にロシアが太平洋艦隊の石炭庫基地を租借を要求する事件が起きた（絶影島貯炭庫設置問題）。開化派は、中心人物の徐載弼が中枢院顧問から解任・国外追放され、1898年2月に、ロシア、日本などからの自立を求めた上疏が黙殺されるなど冷遇を受けた。また、大院君も高宗に諫言を行ったが、「倭奴（日本）の何か事場を醸すの処あっての事なるや」「露国は朕に親切にして、且つ後楯を為せり。」と一蹴された。独立協会を引き継いだ尹致昊は市民の街頭集会（万民共同会）を通じて議会設立を求める運動を推進したが、高宗も褓負商（行商人）を動員して皇国協会を設立して対抗した。1899年1月、高宗が独立協会に解散命令を下すと会長の尹致昊は米国公使館に逃げ込み、開化派は壊滅した。1898年4月に日露間で西・ローゼン協定が結ばれ、両国は韓国の国内政治への干渉を差し控えることが定められた。高宗は皇帝の専制政治を目論んで光武改革と称する政治運動を進めようとするも、しかし、1898年7月には皇帝譲位計画が、9月には金鴻陸による高宗・皇太子暗殺未遂事件（毒茶事件）が起こるなど臣下の離反が相次ぎ、王室の財源を確保するための経済政策も国民の支持を得ることができないまま、早々に破綻してしまった。

### 光武改革

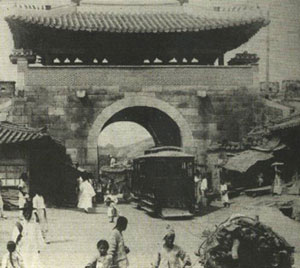
李朝時代の西大門（1903年）

1899年（明治32）8 月、高宗は「大韓国国制」を発布し、皇帝は統帥権、法律の制定権、恩赦権、外交権など強大な権力を有することが定められ、皇帝専制による近代化政策（光武改革）が進められたが、韓国独自の貨幣発行は失敗して財政は悪化した（後述の「財政問題及び偽白銅貨の流通」を参照）。韓国政府により京城～木浦間に鉄道を敷設する計画も発表されたが、資金不足により実現に取り掛かることはできなかった。また、光武量田事業と呼ばれる土地調査を実施し、封建制度の基礎となる土地私有制を国家所有制に切り替え、近代的地税賦課による税収の増加を目論んだが、土地所有者たちへの説明が不明瞭なまま強引に推し進められたことや経費の不足から徹底することができないまま、日露戦争の勃発により事業は終了した。
イギリスの旅行作家イザベラ・バードは、光武改革について著書『朝鮮紀行』で以下のように述べている。
朝鮮人官僚界の態度は、日本の成功に関心を持つ少数の人々をのぞき、新しい体制にとってまったく不都合なもので、改革のひとつひとつが憤りの対象となった。官吏階級は改革で「搾取」や不正利得がもはやできなくなると見ており、ごまんといる役所の居候や取り巻きとともに、全員が私利私欲という最強の動機で結ばれ、改革には積極的にせよ消極的にせよ反対していた。政治腐敗はソウルが本拠地であるものの、どの地方でもスケールこそそれより小さいとはいえ、首都と同質の不正がはぴこっており、勤勉実直な階層をしいたげて私腹を肥やす悪徳官吏が跋扈していた。このように堕落しきった朝鮮の官僚制度の浄化に日本は着手したのであるが、これは困難きわまりなかった。名誉と高潔の伝統は、あったとしてももう何世紀も前に忘れられている。公正な官吏の規範は存在しない。日本が改革に着手したとき、朝鮮には階層が二つしかなかった。盗む側と盗まれる側である。そして盗む側には官界をなす膨大な数の人間が含まれる。「搾取」と着服は上層部から下級官吏にいたるまで全体を通じての習わしであり、どの職位も売買の対象となっていた。—イザベラ・バード、『朝鮮紀行』講談社〈講談社学術文庫〉、1998年、pp.343 f

#### 財政問題及び偽白銅貨の流通
当時の白銅貨には、典圜局製造の「官鋳」、正式な特別許可による外製の「特鋳」、韓国皇室の内々の勅許（啓字公蹟）による外製の「黙鋳」、密造による「私鋳」があると見られていた。韓国の帝室が納付金を徴して白銅貨の私鋳を黙許したため、大韓帝国において通用する白銅貨の偽物が日に増して流通し、その悪貨によって商取引に問題が発生していた。また、大韓帝国においては偽造勅許証（偽造啓字公蹟）が多く出回っており、それによる偽啓默鋳も行われていた。しかし、内密の勅許を暴露することは重罪であったため、民間人が白銅貨鑄造の勅命許可証の真偽を判断することは難しかった。しかし、日本公使館は内密な手段によってこの真偽を確かめることができた。
兪吉濬によれば、仁川監理の河相驥が白銅貨偽造に手を染めていたとされる。金亨燮によれば、革命一心会に所属する兪吉濬が徐相潗や河相驥に白銅貨偽造を行わせたとされる。その他にも啓字偽造により尹孝寬、丁徳天、李聖烈、洪淳学や、洪秉晋などが逮捕されている。
また、当時は白銅貨や韓銭だけでなく、清の商人の発行する銭票や日本の商人の発行する韓銭預かり手形も韓国の市場に流通していた。白銅貨低落の影響を受けた日本の在韓商人には、韓国の安定した貨幣制度の確立を望む者と、むしろ韓国通貨の低落を助長して日本貨幣の流通を拡張すべきだと主張する者が存在した。1902年5月、日本の第一銀行は韓国において日本円との兌換が保証された第一銀行券を発行し、韓国の親露派からの妨害があったにも関わらず、その信用は増していった。
1904年10月、目賀田種太郎が財政顧問となり、同年11月、貨幣の原盤の流出元とみられる典圜局は廃止され、1905年7月、韓国は日本と同一の貨幣制度を採用し、硬貨は大阪造幣局で鋳造されることとなった。

### ロシアの南下と日露戦争

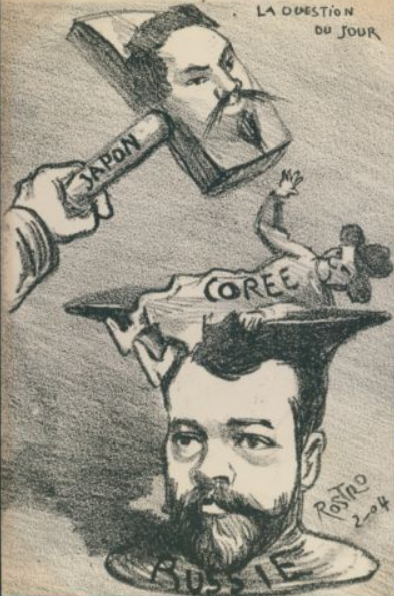
日露戦争の風刺画

ロシア帝国は南下政策の一環として、東アジアの領土拡張を推進していた。日本が日清戦争で勝利し、下関条約で遼東半島を割譲されると、ロシアはフランス、ドイツと共同で干渉を行って、遼東半島を返還させた（三国干渉）。同時にロシアは清と露清密約を結び、東清鉄道の敷設など満州への権益を確保、1898年には遼東半島の旅順港と大連湾、威海衛を租借して植民地化を進めていった。また、露館播遷以降は朝鮮半島にも進出を始めていた。1900年には義和団の乱に乗じてロシアが満州を軍事占領し（満洲還付条約）、ロシアの南下政策に対して、日本は満州でのロシア帝国の優越権朝鮮半島での日本の優越権を相互に認めあう満韓交換論を主張する元老の伊藤博文と、ロシアを信用せずに欧米列強と協力して対抗するべきと主張する元老の山縣有朋が対立していた。1901年、第4次伊藤内閣を退けて、山縣の側近である桂太郎が第1次桂内閣を組閣すると、桂は内閣の目標の中に「日英同盟の締結」と「韓国の保護国化」を掲げ、1902年に日英同盟が成立すると朝鮮半島を巡るロシアとの軍事的な緊張が高まった。
1904年（明治37年）1月21日、韓国政府は局外中立を宣言して、日露間の軍事衝突に関わることを避けようとしたが、日本は大韓帝国の独立と領土保全および皇室の安全を保障するかわりに、韓国領土内における日本軍の行動の自由と、軍略上必要な土地の収用を韓国に承認させた（日韓議定書）。8月22日には第一次日韓協約を締結して、財政顧問に目賀田種太郎、外交顧問に日本の外務省に勤務していたアメリカ人のダーハム・W・スティーブンスを推薦して、韓国政府内への影響力を強めた。1904年（明治37年）2月6日、日露戦争が開戦すると、高宗はロシア皇帝に密使を送ってロシアへの協力を約束したが、韓国国民はロシアの排除と日本の勝利を支持しており、政府と国民に大きな乖離が生まれた。

### 日露戦争後の朝鮮半島を巡る国際情勢
英国のランズダウン外相はロシアの南下を阻止するため、韓国が自主独立の国家として存在することを望んでおり、ジョーダン（John N. Jordan）駐韓公使に対して韓国の支援を行うように指示を行った。ジョーダンは韓国の立場になって日露の干渉を排除するために尽力していたが、日露戦争の終結時になると、ジョーダンはマクドナルド（Claude M. MacDonald）駐日公使に対して「日清戦争後に独立した韓国の状況を見ていると、韓国の政治家に統治能力がないため、此処10年の韓国は名目上の独立国に過ぎず、このまま独立国として維持されるのは困難である」と見解を示すようになる。マクドナルドもジョーダンに同意し、韓国は日本に支配されることが韓国人自身のためにもなるという結論をイギリス本国に報告した。ランズダウン、バルフォア首相は2人の見解を了承し、第二次日英同盟では日本が韓国を保護国にすることが承認された。
米国は高宗の厚遇を得ていた駐韓公使ホレイス・ニュートン・アレンが日本の干渉に抵抗を続けていたが、セオドア・ルーズベルトによる日露戦争の仲介が始まると、1905年6月に駐韓公使を更迭された。1905年7月29日、アメリカ合衆国のウィリアム・タフト陸軍長官が来日し、内閣総理大臣兼臨時外務大臣であった桂太郎と、アメリカは韓国における日本の支配権を承認し、日本はアメリカのフィリピン支配権を承認する内容の桂・タフト協定を交わす。桂・タフト協定は、1902年の日英同盟をふまえたもので、以下の三点が確認された。
- 大日本帝国は、アメリカ合衆国の植民地となっていたフィリピンに対して野心のないことを表明する。
- 極東の平和は、大日本帝国、アメリカ合衆国、イギリス連合王国の3国による事実上の同盟によって守られるべきである。
- アメリカ合衆国は、大日本帝国の韓国における指導的地位を認める。

会談の中で、桂は、韓国政府が日露戦争の直接の原因であると指摘し、朝鮮半島における問題の広範囲な解決が日露戦争の論理的な結果であり、もし韓国政府が単独で放置されるような事態になれば、再び同じように他国と条約を結んで日本を戦争に巻き込むだろう、従って日本は韓国政府が再度別の外国との戦争を日本に強制する条約を締結することを防がなければならない、と主張した。桂の主張を聞いたタフト特使は、韓国政府が日本の保護国となることが東アジアの安定性に直接貢献することに同意し、また彼の意見として、ルーズベルト大統領もこの点に同意するだろうと述べた。この協定は7月31日に電文で確認したセオドア・ルーズベルト大統領によって承認され、8月7日にタフトはマニラから大統領承認との電文を桂に送付した。桂は翌8月8日に日露講和会議の日本側全権として米国ポーツマスにいた外相小村寿太郎に知らせている。
ロシアは日露戦争の講和条約（ポーツマス条約）で韓国に対する日本の優越権を認め、1899年から1903年まで駐日公使を務めたアレクサンドル・イズヴォリスキーが1906年にロシア帝国の外務大臣に就任すると日露関係の緊張は解けていき、朝鮮半島への干渉から撤退していく。その後も、フランスが1907年の日仏協約で日本の韓国における優越的地位を認めるなど、日本の朝鮮半島に関する支配権は欧米列強の協調外交に組み込まれていった。

### 第二次日韓協約とハーグ密使事件

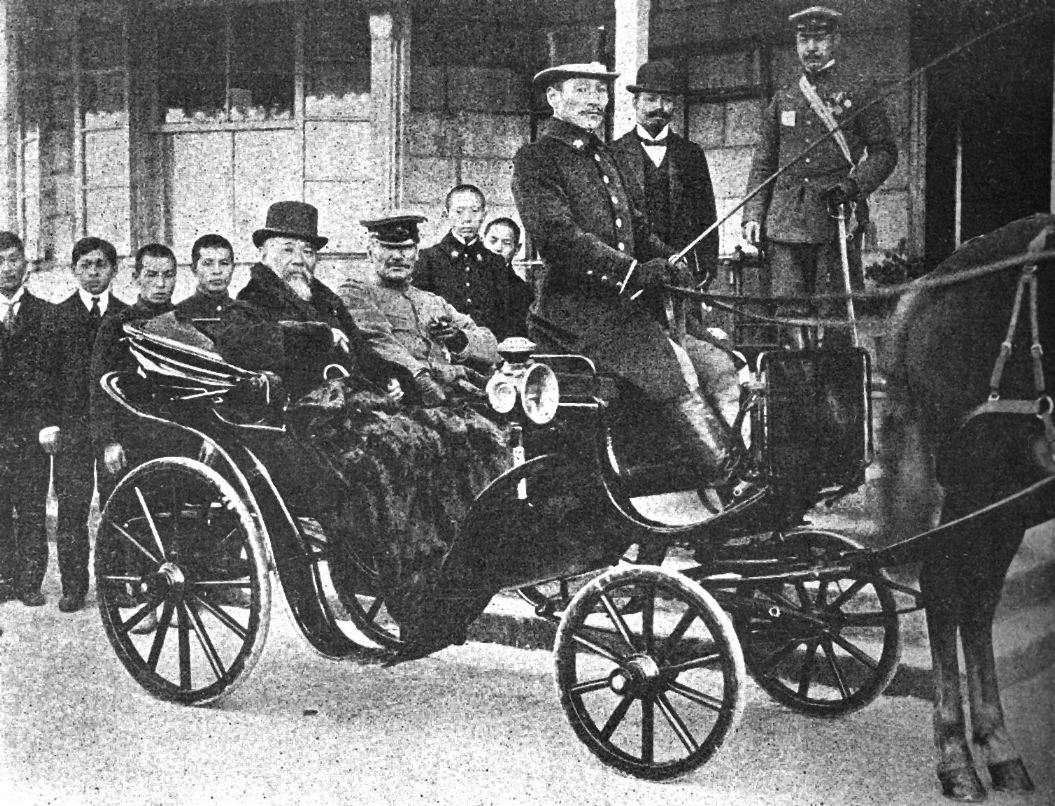
統監府に向かう伊藤博文

1905年4月8日、第一次桂太郎内閣は「韓国保護権確立の件」を閣議決定した。その内容は「韓国の対外関係は全然帝国に於て之を担任し」「韓国は直接に外国と条約を締結するを得ざること」などであり、つまり韓国の外交権を奪うという内容であった。また、ロシアの後ろ盾をなくした高宗も韓国皇室の利益を保全するため日韓協約の締結を推進しており、1905年（明治38年）11月、第二次日韓協約（大韓帝国では乙巳保護条約）が締結される。この協約によって、韓国の皇室は保持されたが、韓国の外交権は日本に接収されることとなり、事実上、韓国は日本の保護国となった。12月には、韓国軍の指揮権を有する行政府である統監府が設置され、伊藤博文が初代統監に就任した。

実権を失った高宗は、三国干渉で日本が遼東半島の主権を断念したように、欧米列強の干渉で第二次日韓協約を撤回させて、日本から外交権の回復することを画策し、1907年（明治40年）6月15日からオランダのハーグで開催された第2回万国平和会議に、日本による韓国支配を糾弾するため密使を派遣した。しかし、この会議は1889年に定められた国際紛争平和的処理条約の批准国による国際協調を調整する会議であり、締約国ではない大韓帝国は参加することはできず、また、第二次日韓協約によりに韓国の外交権が失われていることを理由にいずれの国からも接触を拒否され、実質的な成果を挙げることなく失敗に終わった（ハーグ密使事件）。

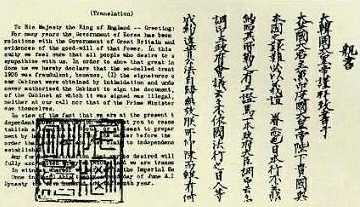
条約無効を訴える高宗の親書

密使たちは日本の大阪毎日新聞を含む各国の新聞で韓国の主張を訴える戦略に切り替えたため、高宗の秘密外交は国際的に露見することになり、日本でも知れ渡るようになった。日本の世論は高宗を優遇してきた韓国統監の伊藤を厳しく批判し、伊藤も高宗を「かくの如き陰険な手段を以て日本保護権を拒否せんとするよりは、むしろ日本に対し堂々と宣戦を布告せらるるには捷径なるにしかず」と叱責し、李完用らの閣僚も高宗の独断専行が大韓帝国の維持に有害であると退位を企てるようになる。孤立した高宗は日本に抗う術はなく、7月19日に高宗は退位して、純宗が即位した。7月24日、韓国は第三次日韓協約を結んで内政権を日本に譲り、8月1日には大韓帝国の軍隊を解散させた。
第二次日韓協約のころまでは韓国に同情的な意見もあった日本の世論も、政治能力のない大韓帝国の存在は韓国民衆にとって不幸であり、世界の平和と安寧のためにも朝鮮を日本に併合することが「世界に対する帝国の任務」であると併合の推進を進める論調が主流となり、1909年3月30日、小村寿太郎外務大臣は韓国併合の「断行」を明記した意見書を倉知鉄吉外務省政務局長に起草させ、桂太郎首相に提出した。桂は小村意見書に賛意を示し、小村・桂の二人は次に当時韓国統監の地位にあった伊藤博文を訪ねて併合に関する意見を求めたところ、伊藤も小村・桂に同意した。
1909年（明治42年）7月6日、桂内閣は「適当の時期に韓国併合を断行する方針および対韓施設大綱」を閣議決定し、日韓併合の体制が整った。

### 伊藤博文の暗殺
1909年（明治42年）10月26日、日本の枢密院議長伊藤博文はロシア蔵相ウラジーミル・ココツェフと日露関係の調整をするために渡航し、ロシア帝国が清から租借地としていたハルビン駅で朝鮮民族主義者の安重根に暗殺された。この事件の影響により、欧米列強の中で韓国への支援を継続していた最後の国であるロシアは、ロシア領内で発生した暗殺事件に関与したとの疑念を払拭するため、韓国の関係を断絶して日本との協調路線に転じた。日本国内においても、伊藤は征韓論政変以来の国際協調派の元老として、山県有朋らの軍閥による軍事拡張を抑えていた重鎮であり、伊藤の死亡により軍閥の発言力は増した。朝鮮半島の統治では韓国統監が初代伊藤博文・2代曾禰荒助といずれも文官であったものが、伊藤博文暗殺後の明治43年（1910年）5月からは武官（当時陸軍大臣）の寺内正毅が務めた。

### 併合

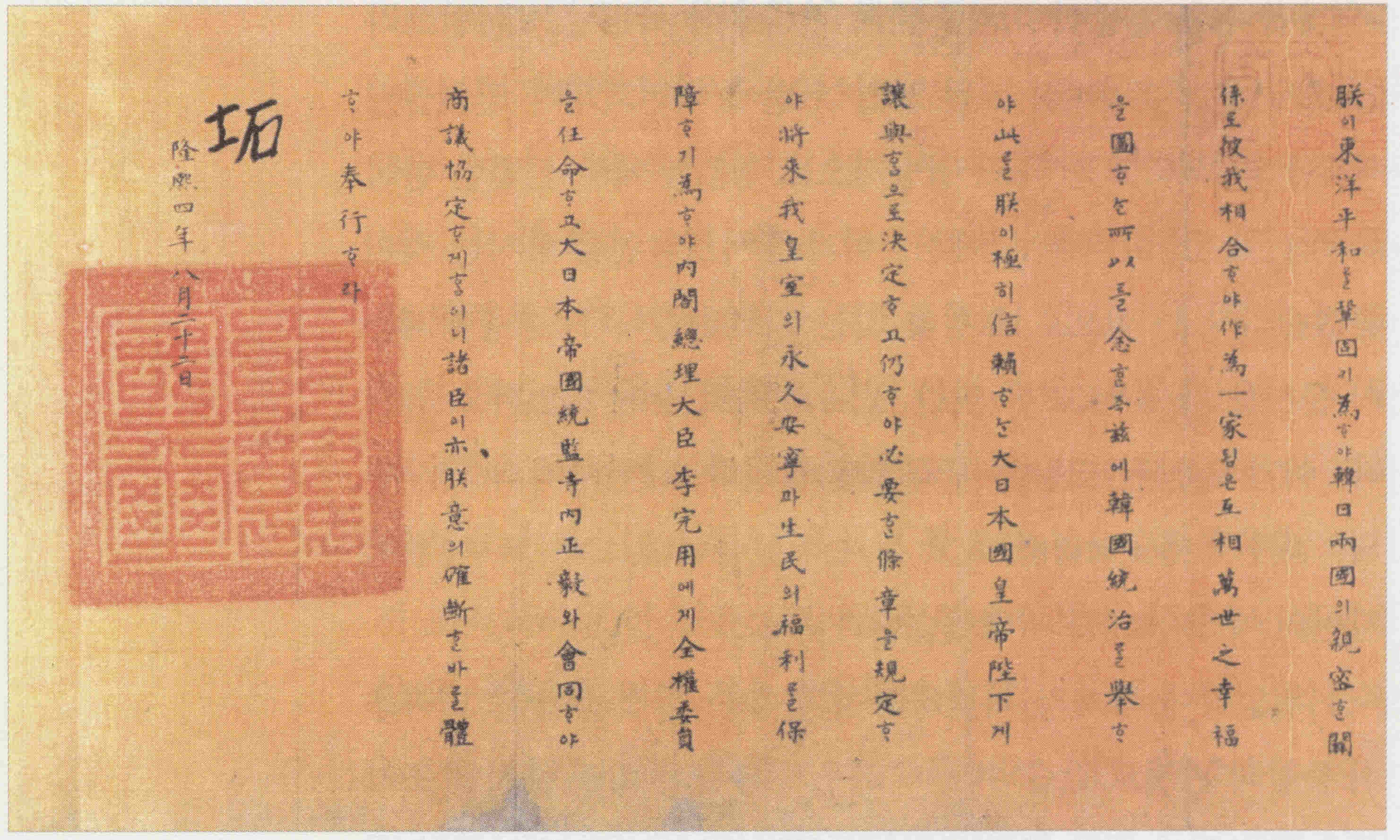
「韓国併合ニ関スル条約」に関する李完用への全権委任状。純宗の署名が入っている。

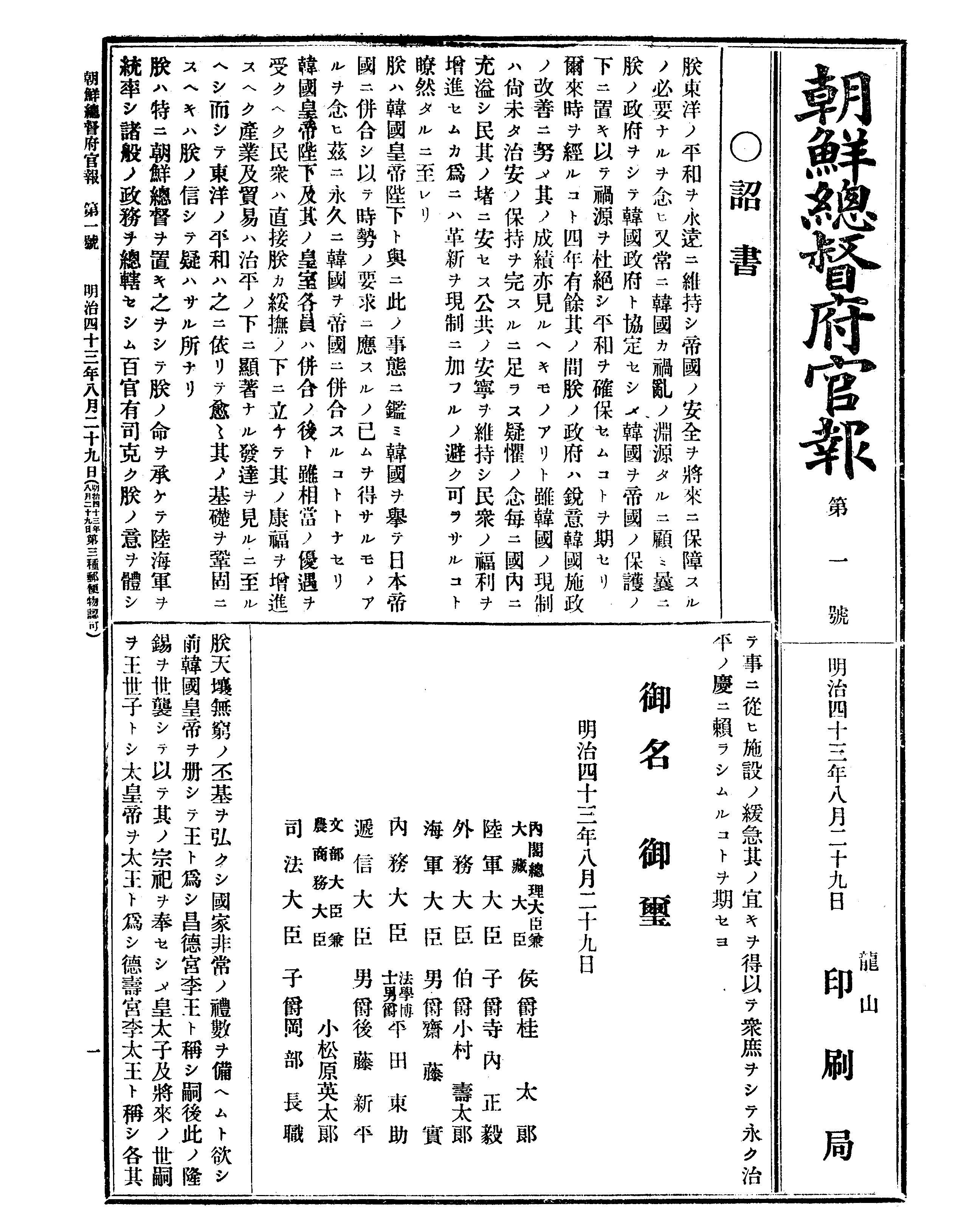
併合当日に発行された『朝鮮総督府官報』第1号の第1面。明治天皇が併合に際して発した詔書が掲載された。曰く「朕ハ韓国皇帝陛下ト与（とも）ニ〔中略〕茲（ここ）ニ永久ニ韓国ヲ帝国ニ併合スルコトトナセリ」。

1910年（明治43年）6月3日には「併合後の韓国に対する施政方針」が閣議決定され、7月8日には第3代統監寺内正毅が設置した併合準備委員会の処理方案が閣議決定された。8月6日に至り韓国首相である李完用に併合受諾が求められ、8月22日の御前会議で李完用首相が条約締結の全権委員に任命された。統監府による新聞報道規制、集会・演説禁止、注意人物の事前検束が行われた上に、一個連隊相当の兵力が警備するという厳戒態勢の中、1910年（明治43年）8月22日に韓国併合条約は漢城（現：ソウル特別市）で寺内正毅統監と李完用首相により調印され、29日に裁可公布により発効し、日本は大韓帝国を併合した。
これにより大韓帝国は消滅し、朝鮮半島は第二次世界大戦（大東亜戦争、太平洋戦争）終結まで日本の統治下に置かれた。大韓帝国政府と韓国統監府は廃止され、新たに朝鮮全土を統治する朝鮮総督府が設置された。明治天皇は「前韓国皇帝ヲ冊シテ王ト為スノ詔書」を発して、韓国の皇族は日本の皇族に準じる王公族に封じ、大韓帝国最後の皇太子李垠には梨本宮方子が降嫁された。また、韓国併合に貢献した朝鮮人は朝鮮貴族とされた。

## 大韓帝国の統治時代

### 朝鮮総督府による政策

#### 身分解放
統監府は1909年、新たに戸籍制度を朝鮮に導入し、李氏朝鮮時代を通じて人間とは見なされず、姓を持つことを許されていなかった奴婢、白丁などの賤民にも姓を名乗らせて戸籍には身分を記載することなく登録させた。李氏朝鮮時代は戸籍に身分を記載していたが、統監府がこれを削除したことにより、身分開放された賤民の子弟も学校に通えるようになった。身分解放に反発する両班は激しい抗議デモを繰り広げたが、身分にかかわらず教育機会を与えるべきと考える日本政府によって即座に鎮圧された。

#### 教育文化政策
日本統治下においては、日本内地に準じた学校教育制度が整備された。初代統監に就任した伊藤博文は、学校建設を改革の最優先課題とした。小学校も統合直前には100校程度だったのが、1943年（昭和18年）には4271校にまで増加した。
1911年、朝鮮総督府は第一次教育令を公布し、朝鮮語を必修科目としてハングルを学ぶことになり、朝鮮人の識字率は1910年の6%から1943年には22%に上昇した。

## 両国の評価と争点

### 大韓民国などにおける日本統治時代の評価
独立後の韓国の歴史学者は日本による統治を正当化する日本側の歴史研究を「植民地史観」と呼び、これを強く批判することから出発した。「植民地史観」に対抗して登場したのは民族史観であり、その後の歴史研究の柱となった（下記節「歴史認識の比較表」を参照）。また、韓国国内で韓国併合を肯定的に評価するなど「民族史観」と矛盾する内容を発言すると、親日派として韓国の民族主義者に糾弾され、極稀に社会的制裁を受ける場合もある。そうした韓国の言論の状況について、国際新聞編集者協会は韓国を「言論弾圧国」として批判しており、2002年にはロシア、ベネズエラ、スリランカ、ジンバブエとともに「言論監視対象国」に指定した。ただし、その発表は国境なき記者団が発表した世界報道自由度ランキング（Press Freedom Index）とは完全に相反し、公信力にかなりの疑問を買っている。この発表では、2002年の韓国の言論自由指数は世界39位（10.50点）であり、世界40位（11.0点）を占めたイタリアと似ている。また、2002年Freedom Houseが発表した言論自由指数で、韓国は30点でギリシャ、イスラエルのような「自由（Free）」国家に分類された。
一方で1990年代から2000年代にかけて、「民族史観」を誇張が多いとして批判するなど、「民族史観」とは異なる見解が韓国内からも提示されるようになっている。本節では、下記節「歴史認識の比較表」に入らない、韓国における肯定的見解（ないしは「植民地史観」「民族史観」への批判的見解）を記述する。
- 金完燮は、当時の朝鮮は腐敗した李朝により混乱の極みにあった非常に貧しい国であり、日本が野望を持って進出するような富も文化もなかった、とする。彼によれば近代日本の歩みは列強、特に当時極東へ進出しつつあったロシアとの長きにわたる戦いであり、日清戦争から日露戦争そして韓国併合に至る一連の出来事は全て日本の独立を守るための行為であった。当初日本は、福沢諭吉の門下生の金玉均を始めとする日本で文明に触れた朝鮮人を通して、朝鮮が清から独立し近代国家となって日本にとっての同盟国となることを望んだ。しかしながら朝鮮人自身の手で朝鮮を改革しようとする試みは頓挫し、福沢諭吉が脱亜論を著したように方針を転換。日本自らの元で清、そしてロシアから朝鮮半島を守り、朝鮮を近代化する道を選んだ。その後日本は朝鮮を「日本化」することによって教養ある日本人を増大させることによる国力の増加を目指し、積極的にインフラへ投資した。朝鮮が自分たちで独立を保ち、近代化を成し遂げることが出来れば併合されることもなかったであろうし、日本によるこれらの植民地政策がなければ近代化することもなかったであろう、として韓国における歴史教育を批判している[57]。これらの言動・著作から彼は親日派として弾圧を受けている[注釈 7]。
- ソウル大学名誉教授の安秉直や成均館大学教授の李大根は、日本植民地統治下の朝鮮において、日本資本の主導下で資本主義化が展開し、朝鮮人も比較的積極的に適応していき、一定の成長が見られたとしている。
- ソウル大学教授の李栄薫は、日本の統治が近代化を促進したと主張する植民地近代化論を提示する[58]が、韓国国内では少数派である。彼もまた親日派として糾弾されている。
- 崔基鎬も、李氏朝鮮の末期には、親露派と親清派が内部抗争を続ける膠着状態にあり、清とロシアに勝利した日本の支配は歴史の必然であり、さらに日韓併合による半島の近代化は韓民族にとって大いなる善であったとしている[59]。
- 元韓国空軍大佐の崔三然も、「アフリカなどは植民地時代が終わっても貧困からなかなか抜け出せない状態です。では植民地から近代的な経済発展を遂げたのはどこですか。韓国と台湾ですよ。ともに日本の植民地だった所です。他に香港とシンガポールがありますが、ここは英国のいわば天領でした」「戦前、鉄道、水道、電気などの設備は日本国内と大差なかった。これは諸外国の植民地経営と非常に違うところです。諸外国は植民地からは一方的に搾取するだけでした。日本は国内の税金を植民地のインフラ整備に投入したのです。だから住民の生活水準にも本土とそれほどの差がありませんでした」と証言し、肯定的に併合時代を評価した上で日本政府の行動を批判している[60]。
- 当時の併合時代に育ち、のちカナダに移住した朴贊雄（パク・チャンウン）は2010年に発表した著書で「前途に希望が持てる時代だった」「韓国史のなかで、これほど落ち着いた時代がかつてあっただろうか」として、統治時代の肯定的側面を公正に見ることが真の日韓親善に繋がると主張している[61]。
- 2004年に、東亜日報社長の権五琦（クォン・オギ）は新しい歴史教科書をつくる会による教科書について特に反発を感じないとしながら、「韓国でも併合に一部のものが賛成していた」という同教科書の記述については「『韓国人はみんな日本に抵抗した』と自慢したいのが韓国人の心情かもしれないが、本当はそうでないんだから、韓国人こそがこの教科書から学ぶべきだ」「どの程度の『一部』だったか知ることは、何もなかったと信じているより韓国人のためになる」と発言している[62]。
- 漢陽大学名誉教授で日露戦争や韓国併合についての著書もある歴史学者崔文衡（チェ・ムンヒョン）は、左派寄り教科書とされる金星出版社『高等学校韓国近現代史教科書』における「日帝が韓国を完全に併合するまで5年もかかったのは義兵抗争のため」といった記述に関して、事実とは異なるとしたうえで、ロシアが米国と協力し満州から日本の勢力を追い出そうとする露米による対日牽制などの折衝を日本が克服するために併合に時間がかかったのだとした[63][64]。また、「代案教科書[注釈 8]」における安重根による伊藤博文狙撃が併合論を早めたとする記述についても、併合は1909年7月6日の閣議で確定しており、安の狙撃で併合論が左右されたのではないと指摘したうえで、双方の教科書に代表されるような、当時の世界情勢や国際関係を看過する史観について「自分たちの歴史の主体的力量を強調する余り、国際情勢を無視し、歴史的事実のつじつまを合わせようとしている」と批判し[63]、世界史において韓国史を理解しようとしない教育は「鎖国化教育」であるとした[注釈 9]。
- 高麗大学名誉教授の政治学者韓昇助は2005年に日本の雑誌『正論』に、日本による韓国併合はロシアによる支配に比べて「不幸中の幸い」であったとし、また日本による諸政策で朝鮮半島の近代化が進展したと肯定的に評価する論文を発表した[65]。この論文は韓国国内で問題視され、その結果、韓昇助は謝罪したうえで名誉教授職を辞任した[66]。
- 元韓国国土開発研究院長金儀遠は、戦前日本の国土計画では朝鮮人を満洲に追放して京城を日本の首都としようとしたと主張する一方で、日本が朝鮮で鉄道・道路・港湾・学校を建設したことについて「 日本人が私たちから搾取して建設したという主張があるが、事実と違う。朝鮮総督府の予算を分析すると、朝鮮で集めた税金は農地税程度であり、これでは当時の公務員の月給の10分の1にもならなかった。総督府の役人が本国に行ってロビー活動をし、予算を確保した。もちろん鉄道などは大陸進出のため」であった と語っている[67]。
- 第4代台湾総統の李登輝は2012年3月、日本の保守系団体のインタビューに答えた。これはBS11『INsideOUT』で4月に放送された。日本統治時代は韓国人より台湾人のほうが差別されていたのに不満はないのか、という問いに対し、韓国は併合と言われていたのに、そしてほとんど原野だった台湾と違って元々ちゃんとした国だったのに、植民地の様にあつかわわれ、国名も「日本」のままだったのだから、インフラをあの程度、整えたぐらいでは彼らは不満だ、と答えた[68]。
- 黄文雄は、「佐藤栄作元首相が述べていたように、日韓併合条約は『対等の立場で、また自由意思で締結された』とみるのが、当時の国際条約の歴史からして妥当だろう。戦後の韓国人は、日韓合邦によって国と主権が奪われ、受難の時代が始まったと思い込んでいる。だが十九世紀から二十世紀初頭までの李朝朝鮮が『主権国家』だったと考えるのは大きな間違いだ。その実体は中国の『千年属国』である。唐に従った従属した統一新羅以来、朝鮮半島はずっと中華帝国の一属藩、あるいは『藩屏』として中華帝国に所属してきたのである。今は近代国民国家が一般的な『国のかたち』（国家形態）として拡散しているが、そうなる前は、朝鮮は国際的に『主権国家』とみなされていなかった。それまでの東亜世界における世界秩序を主宰してきたのは中華である。中華の天朝朝貢・冊封秩序が、東亜世界の核であり、主権国家の概念は十九世紀の国際政治では普及していなかった。そのため、李朝朝鮮の主権はいかなる国からも認知されていなかったというのが、歴史の常識である」と述べている[69]。
- 韓国開発研究院とハーバード大学国際開発研究所（英語版）の共同研究『韓国経済社会の近代化』（1980年）は、日本の統治は近代的経済発展の礎石を置いたもので、戦後の南北分断のような災厄と同列にはおけず、バランスのとれた工業化が進行し、道路、鉄道、電信、港湾のインフラが整備され、植民地型経済とは異質の経済が形成され、農業分野では、戦後多くの発展途上国が取り組んだ「緑の革命」はすでにこの時代に達成されていたと指摘しており、プリンストン大学教授のコーリは、かつて欧米の植民地だった国で、当時の朝鮮なみの水準に達した国は今なお存在しないのではないかと述べている[70]。

### 日本国内における研究・日本人研究者の評価
- 木村光彦は、統計資料等をもとに実証的な検証を行い、「総合的に見れば、日本は朝鮮を、比較的低コストで巧みに統治したといえよう。巧みに、というのは、治安の維持に成功するとともに経済成長（近代化と言い換えてもよい）を促進したからである。しかし、一九四〇年代に入ると、米国との戦争が状況を一変させた。日本は絶望的な総力戦に突入し、朝鮮を巻き込んだ[71]」として、現代につながる日韓の歴史問題は第二次世界大戦期に主に発生したと総括している。
- 姜尚中とダニ・オルバフ（ヘブライ大学）は、「同じ大日本帝国の植民地だったのに、台湾は親日的なのに、韓国が反日的なのはなぜか」という対談において、【ダニ・オルバフ】「『植民地』としての朝鮮半島は天皇直属です。同じ『植民地』でも台湾は内閣直属でした」【姜尚中】「そうですね。今、日本人はどうして台湾が親日的なのに韓国が反日的なんだろと考えますよね。でもそれは、台湾統治と朝鮮半島の統治の組織構造の違いを考えると分かります」【ダニ・オルバフ】「当時の大日本帝国憲法のわずかな権利すら民衆に与えず、総督が天皇の代理人として弾圧できたのが朝鮮でした。朝鮮では総督が代々陸海軍大将であったのに比べ、台湾では1919年から1936年まで貴族院議員の政治家が続きました」【姜尚中】「天皇直属となれば、時の政府は口出しはできません。台湾と朝鮮半島でどうしてこのような統治の違いになったのかが不思議なのですが、天皇統治とはある意味、統帥権が不可侵であるのと同じです。最終的に同化政策の時は、君たちは日本の本土にいる人たちと変わらない、ということになります。天皇の愛顧をみんなにあげるというのは大変な恩恵であるという発想です。それを天皇統治では一方的にどんどん進めていくことになり、朝鮮半島の日本に対する評価が変わってくるわけです」と述べている[72][73]。
- 台北駐日経済文化代表処代表を務めた羅福全（中国語版）は、平井敏晴（漢陽女子大学校）の取材に対して、「韓国が日本に反発してしまう理由はいろいろありますが、私がまず思うのは、王朝があったからですよ。台湾にはなかったでしょ」「（戦後、台湾に入城した中華民国軍の）大陸から台湾にやって来た人たちの格好を見て、台湾の人たちが愕然としたんですよ。身なりはひどいし、兵器は旧式で、日本のものと比べると雲泥の差がありましたから」「日本の台湾統治は黒字で、朝鮮統治は赤字だったんですよ。日本は成功した台湾をモデルケースにして朝鮮統治に臨んだけど、うまくいかなかった。その結果、日本人は台湾人に対するのと同じように朝鮮人に接することができなかった」と述べており、平井敏晴は、17世紀に清が明を滅ぼすと、長崎出身の鄭成功は清に抵抗する拠点を築くために1662年に台南に入り、その後の台湾は、清に対する抵抗の拠点であり続けたため、台湾からすると、日本に割譲されることは、抵抗を続けてきた清からの開放でもあり、「台湾はもともと清への対抗意識があり、日本統治はある意味、台湾にとって渡りに船でもあった。一方、韓国は王朝を断絶させられたことで、日本への反発が生じやすかった。そのうえ、朝鮮統治は日本にとって経済的にうまくいっていなかった」「朝鮮王朝を潰した日本への反発心が何らかの形で韓国社会に根を張っている」「1897年に朝鮮は国王を皇帝に代え、大韓帝国が成立し、日韓併合の1910年まで存在した。韓国は正式な国名が大韓民国であることからもわかるとおり、大韓帝国と無縁ではない」「現在の韓国には大韓帝国が重ね合わせられ、さらにそこから直接遡れる朝鮮王朝500年の歴史を自ずと回想することになる」「そんな思考体系によって、近代日本と朝鮮王朝は対立関係に置かれてしまう。当時の日本の仕業に反対・反発することは、現在の大韓民国においても正しく称賛されるべき行いであり、そうしなければ罰せられる対象になる。日本で冷淡とも言われる親日派への処遇である」「台湾には王朝がなかったので、そこを統治して開拓を進めた日本は、後に朝鮮で経験するような王政復古のイデオロギーによる軋轢を経験せずにすんだ」と結論付けている[74][75][76][77]。

### 韓国人研究者の評価
- 尹明淑は、大日本帝国は韓国併合によって、朝鮮の絶対貧困化を加速させ、農民の70%が食事さえとれない状況になり、農民は極貧層に追い込まれ、慢性的な失業と低賃金、飢餓にさらされ、朝鮮人の多数が国外で彷徨い、数多くの10代の少女が家政婦、保母、接客、妓生、女工、慰安婦などに転落せざるをえなくなったとしている[78]。

### 資本主義萌芽論
日本統治時代に様々な近代化が行われたことを認めつつも、資本主義の萌芽は李氏朝鮮の時代に既に存在しており、日本による統治はそれらの萌芽を破壊することで、結果的には近代化を阻害したとする資本主義萌芽論が、1950年代に北朝鮮で唱えられた。これはのち1960年代から1970年代に日本に紹介され、1980年代には韓国へ日本を経由して伝わった。しかし、その後の実証的研究の進展により、韓国においても、資本主義萌芽論について否定的な見解が優勢になっている。
近年、李栄薫らは李氏朝鮮時代の資料を調査し、李氏朝鮮時代の末期に朝鮮経済が急速に崩壊したことを主張し、資本主義萌芽論を強く否定しており、「幻想」と評している。また、ハーバード大学のカーター・J・エッカートは、資本主義萌芽論を「論理ではなく日本国を弾劾することが目的」「韓国人が彼らの歴史の中で、産業革命の種子（資本主義萌芽）を捜そうと努力することは、オレンジの木からリンゴを求めるようなものだ」とし、韓国の資本主義は日本の植民地化の中で生まれ、戦後の韓国の資本主義や工業化も、日本の近代化政策を模したものであるとした。またエッカートは、日本による統治そのものについて朴正煕政権との類似性などを挙げ、軍事政権の一形態であり、韓国の資本家に独裁政権への依存体質をもたらす原因になったとも述べている。
これに対しカリフォルニア大学のステファン・ハガードは、エッカートの議論は具体例に欠しいと批判した。しかしハガードの研究においても、戦後の韓国の経済成長は日本統治期から引き継いだ金融システムと権威主義的国家構造による効率的な外資利用によるものだとしており、韓国の内在的発展性の重要性を弱めていると主張する韓国人もいる。

## 日韓基本条約による諸問題の清算
1965年（昭和40年）、日韓両国にて交わされた日韓基本条約において、1910年（明治43年）8月22日以前に両国において交わされたすべての条約、協定は「もはや無効であることが確認」され、韓国併合は無効化された。また、同条約において日本は巨額の資金協力（無償3億ドル、有償2億ドル、民間借款3億ドル、いずれも1965年当時額）を韓国に対して行い、それと引き換えに下記の点が確約された。
- 両締約国は、両締約国及びその国民（法人含む）の財産、権利及び利益並びに両締約国及びその国民の間の請求権に関する問題が完全かつ最終的に解決されたとなることを確認する（個別請求権の問題解決）。
- 一方の締約国及びその国民の財産、権利及び利益において、一方の締約国及びその国民の他方の締約国及びその国民に対するすべての請求権であって1945年8月15日以前に生じた事由に基づくものに関しては、いかなる主張もできないものとする（相手国家に対する個別請求権の放棄）。

しかし、条約に違反し事後も韓国からの「賠償要求」は発生しつづけている（以下の#近況を参照）。

## 近況
2009年（平成21年）、韓国政府（外交通商部）は、強制動員労務者と軍人・軍属の不払い賃金訴訟にさいし、「（不払い賃金）は、請求権協定を通じて日本から受けとった無償の3億ドルに含まれているとしているため、日本政府に請求権を行使しにくい」という立場を公式に提示した。なお韓国政府は太平洋戦争強制動員犠牲者支援法制定後、2008年（平成20年）から「人道的次元で苦痛を慰める」として不払い賃金被害者たちに1円あたり2000ウォンで換算し、慰労金を給付している。
2010年（平成22年）、菅直人首相は日韓併合100周年を記念して韓国に詫びる談話を発表したが、「謝罪」ではなく「お詫び」という表現を用いたため韓国側からの反発を買った。しかし、現在では韓国内において菅首相の談話は日本の韓国合併が半ば強制的であったということを認めた旨を含むため、評価されている。また、菅はこの談話について、安倍晋三以外の日本国首相経験者から同意を得た。
2010年（平成22年）8月13日、日本キリスト教協議会は、韓国キリスト教教会協議会と共同で「韓日強制併合100年 韓国・日本教会共同声明」を発表し、日韓併合条約は「武力の脅迫によって調印された条約」であり不法であること、また独立運動（抗日パルチザン）への処罰が「人道主義に反する植民地犯罪」であったこと、また日本の統治は朝鮮半島に窮乏化をもたらし、そのため多数の朝鮮人を中国、ロシア、日本などに移住させたこと、また日本による統治のため、朝鮮半島が分断し、朝鮮戦争が起こったことなどを主張した上、日韓併合条約の無効化と日本政府による賠償、朝鮮半島の平和統一に向けた努力等を訴えた。この主張は、2015年に和田春樹、林博史、内海愛子らが発起人となり、姜尚中、李成市らの賛意を得た「2015年日韓歴史問題に関して日本の知識人は声明する」の声明で繰り返し訴えている。